# 1793 au théâtre
| Années du théâtre : 1790 - 1791 - 1792 - 1793 - 1794 - 1795 - 1796    |
| Décennies du théâtre : 1760 - 1770 - 1780 - 1790 - 1800 - 1810 - 1820 |

## Événements
- 1er août - 3 septembre : le Comité de salut public fait interdire la comédie Paméla ou la Vertu récompensée en raison de deux vers jugés subversifs ; la Comédie-Française est fermée, l'auteur et tous les comédiens sont emprisonnés.
- 15 novembre : Mademoiselle Montansier, soupçonnée d'avoir reçu des fonds des Anglais, est arrêtée sur ordre du Comité de sûreté générale. La troupe de chanteurs-comédiens qu'elle venait de créer se fond dans celle du « Théâtre-Français » du Faubourg Saint-Germain et la salle passe sous le contrôle de l'Opéra.

## Pièces de théâtre publiées
- Olympe de Gouges, L'entrée de Dumourier à Bruxelles : ou Les vivandiers, pièce en cinq actes et en prose, Paris, Regnaud, 1793 (présentation en ligne) jouée le 23 janvier au Théâtre de la République à Paris.

## Pièces de théâtre représentées
- 2 janvier : L'Ami des lois, comédie de Jean-Louis Laya, Théâtre de la Nation, Paris ; la pièce est interdite 10 jours après la première représentation[1],[2].
- 1 août : création de Paméla ou la Vertu récompensée de Nicolas François de Neufchâteau, d'après le roman de Samuel Richardson, par les Comédiens Français, avec Mademoiselle Lange dans le rôle-titre, au Théâtre de la Nation ;
- Robert chef de brigands de Lamartelière, au théâtre du Marais, avec Baptiste aîné et Gouvion.

## Naissances
- 3 mars : William Charles Macready, acteur britannique, mort le 27 avril 1873.
- 5 avril : Casimir Delavigne, dramaturge français, mort le 11 décembre 1843.

## Décès
- 6 février : Carlo Goldoni, auteur dramatique vénitien, né le 25 février 1707.
- 29 juin : Antoine-Marin Lemierre, poète et dramaturge français, né le 12 janvier 1733.
- 5 juillet : Shiba Zenkō, acteur et écrivain japonais, né le 22 juillet 1750.